# Aïr
De Aïr is een driehoekvormig bergmassief gelegen in het noorden van Niger. Daarmee ligt het bergmassief in de Saharawoestijn. Met 2022 m is Mont Idoukal-n-Taghès het hoogste punt van Niger.
De bevolking van het gebied bestaat voor een groot deel uit nomadische Toearegs.
De Aïr staat bekend om zijn rotstekeningen die dateren van 6000 v.C. tot ongeveer 1000. Gedurende de eerste jaren waren dit vooral tekeningen van grote zoogdieren en vee. Latere tekeningen tonen oorlogen en paarden met strijdwagens. Vooral bekend is een vijf meter hoge tekening van een giraffe in Dabous, ontdekt in 1999. Vanwege deze tekeningen staat de Aïr op de werelderfgoedlijst, onder de inschrijving natuurreservaten Aïr en Ténéré. 